# Failly

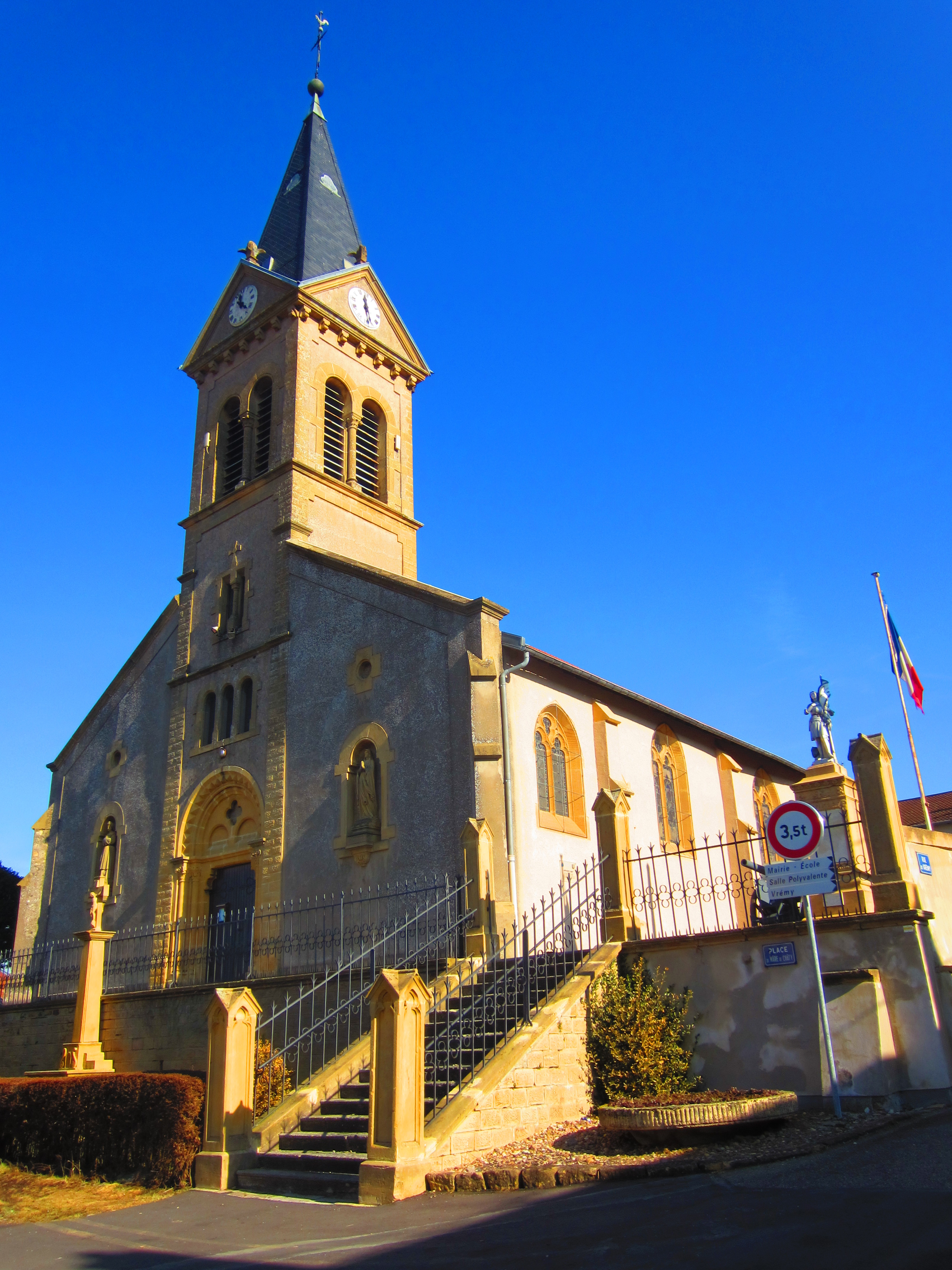
Kirche St. Trond (12.–13. Jh.)

Failly ist eine französische Gemeinde mit 542 Einwohnern (Stand 1. Januar 2022) im Département Moselle in der Region Grand Est (bis 2015 Lothringen).

## Geographie
Die Gemeinde Failly liegt in Lothringen, sieben Kilometer nordöstlich der Metzer Innenstadt an der Fernstraße nach Bouzonville. Durch den Westen des Gemeindegebietes führt die Autoroute A4 (Paris-Straßburg).
Die benachbarten Gemeinden sind  Charly-Oradour und Sanry-lès-Vigy im Norden, Sainte-Barbe im Osten, Servigny-lès-Sainte-Barbe im Süden und Vany im Westen.

## Geschichte
Die heutige Gemeinde entstand am 1. Januar 1974 durch die Zusammenlegung der beiden Dörfer Failly und Vrémy. Beide Orte gehörten früher zum Bistum Metz. Failly wurde erstmals 914 als Fadilica erwähnt, Vrémy erstmals 1296 als Virmier und Vermier. Vrémy liegt zwei Kilometer nordöstlich von Failly.
Durch den Frankfurter Frieden vom 10. Mai 1871 kam die Region an das deutsche Reichsland Elsaß-Lothringen, und die beiden Dörfer wurden dem Landkreis Metz im Bezirk Lothringen zugeordnet. Die Dorfbewohner von Failly betrieben Getreide-, Wein-, Obst- und Gemüsebau, die Dorfbewohner von Vrémy Getreide-, Kartoffel- und Weinbau.
Nach dem Ersten Weltkrieg musste die Region aufgrund der Bestimmungen des Versailler Vertrags 1919 an Frankreich abgetreten werden und wurde Teil des Département Moselle. Im Zweiten Weltkrieg war die Region von der deutschen Wehrmacht besetzt.
Am Dorfrand von Failly vorbei führte von 1908 bis 1944 die 574 m lange Stahl-Eisenbahnbrücke von Nouilly, die das Tal überspannte. Am Ende des Zweiten Weltkrieges wurde die Brücke von den Deutschen auf ihrem Rückzug gesprengt und nicht wieder aufgebaut. Die Reste der Pfeiler sind noch hier und da zu sehen.
Failly  trug von 1915 bis 1918 und von 1940 bis 1944 den deutschen Namen Failen. Vrémy trug von 1915 bis 1918 den deutschen Namen Fremich und von 1940 bis 1944 Fremmingen. 

### Demographie
| Anzahl Einwohner seit Ende des Zweiten WeLtkriegs | Anzahl Einwohner seit Ende des Zweiten WeLtkriegs | Anzahl Einwohner seit Ende des Zweiten WeLtkriegs | Anzahl Einwohner seit Ende des Zweiten WeLtkriegs | Anzahl Einwohner seit Ende des Zweiten WeLtkriegs | Anzahl Einwohner seit Ende des Zweiten WeLtkriegs | Anzahl Einwohner seit Ende des Zweiten WeLtkriegs | Anzahl Einwohner seit Ende des Zweiten WeLtkriegs | Anzahl Einwohner seit Ende des Zweiten WeLtkriegs |
| ------------------------------------------------- | ------------------------------------------------- | ------------------------------------------------- | ------------------------------------------------- | ------------------------------------------------- | ------------------------------------------------- | ------------------------------------------------- | ------------------------------------------------- | ------------------------------------------------- |
| Jahr                                              | 1962                                              | 1968                                              | 1975                                              | 1982                                              | 1990                                              | 1999                                              | 2009                                              | 2019                                              |
| Einwohner                                         | 147                                               | 155                                               | 321                                               | 490                                               | 546                                               | 522                                               | 565                                               | 530                                               |

## Sehenswürdigkeiten
- Kirche St. Trond (12.–13. Jh.)[1]
- Kapelle St. Maur im Ortsteil Vrémy

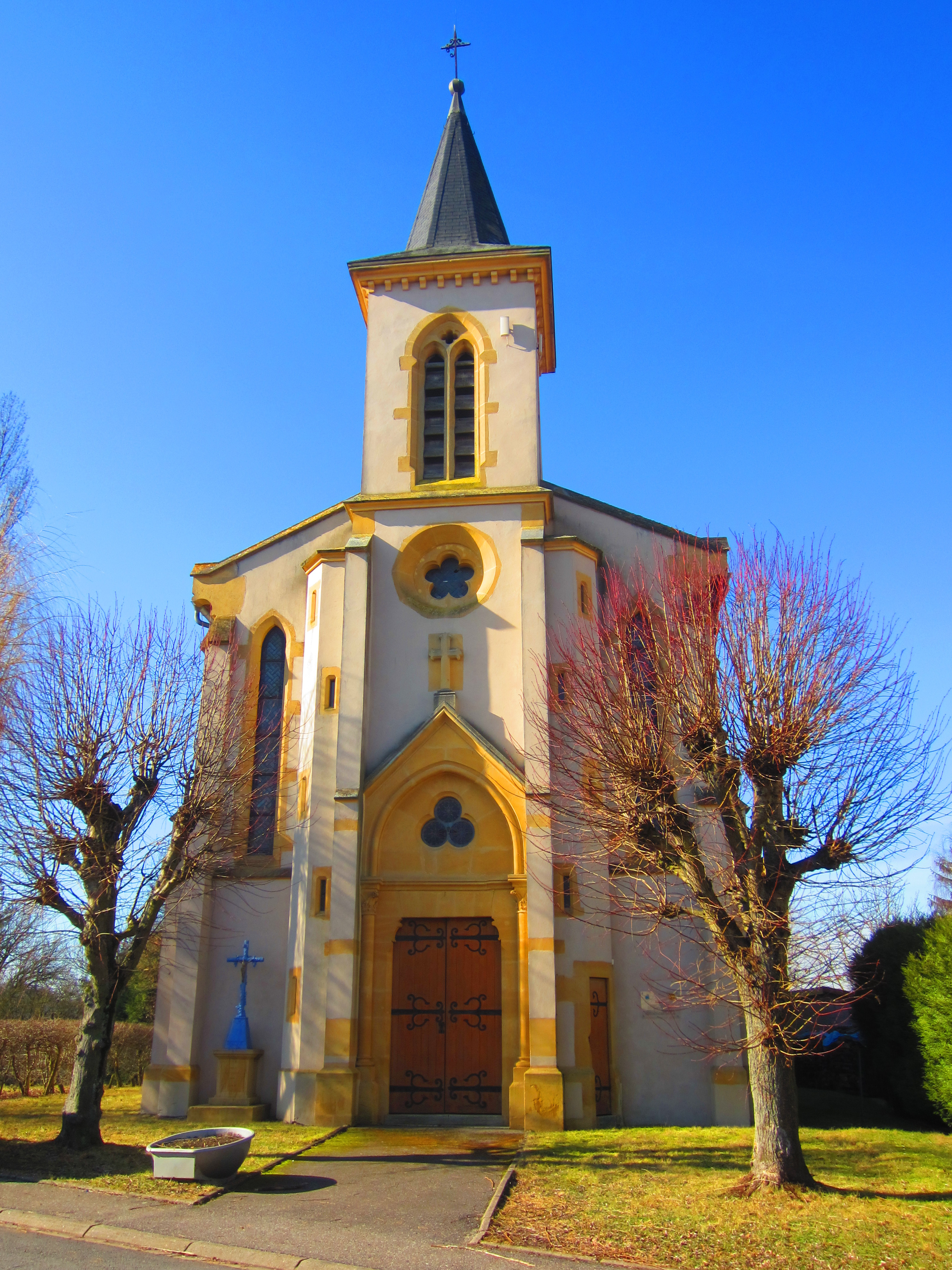
Kapelle St. Maur
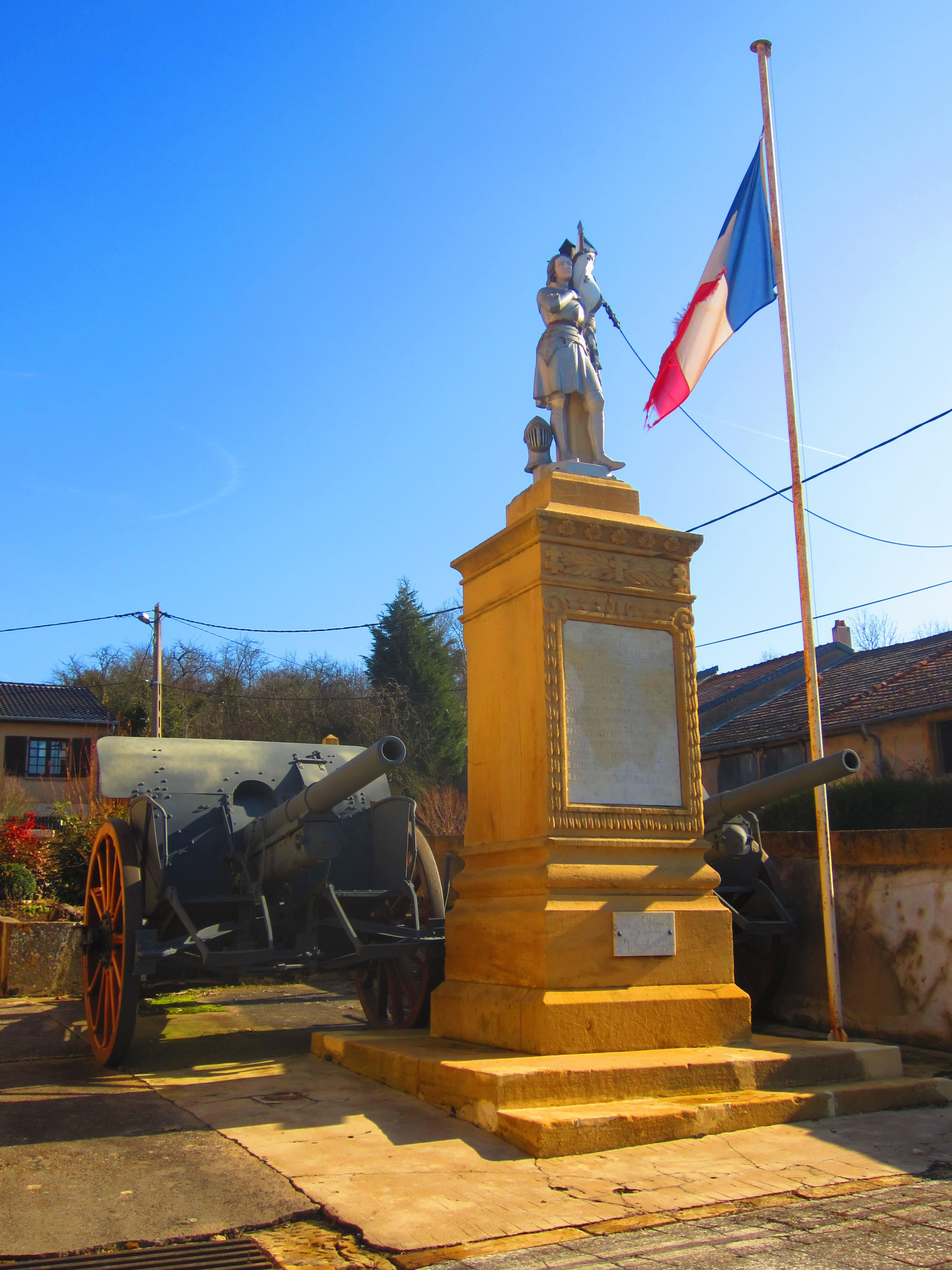
Gefallenendenkmal mit Jeanne-d’Arc-Statue

## Persönlichkeiten
- Paul Mirguet (1911–2001), französischer Politiker, Abgeordneter der Deputiertenkammer